# مقاطعة بوليفار (الإكوادور)
مقاطعة بوليفار هي إحدى مقاطعات الإكوادور، ومركزها مدينة غواراندا.

## الكانتونات
تنقسم المقاطعة إداريا إلى 7 كانتونات. الجدول أدناه يحتوي على قائمة بالكانتونات ومساحاتها ومراكزها وسكانها حسب إحصاء عام 2010.
| الكانتون         | السكان (2010) | المساحة (كم²) | المركز/العاصمة |
| ---------------- | ------------- | ------------- | -------------- |
| كانتون كالوما    | 13,129        | 176.54        | كالوما         |
| كانتون شيلانس    | 17,406        | 662.67        | تشيلانس        |
| كانتون تشيمبو    | 15,779        | 261.42        | تشيمبو         |
| كانتون إتشيانديا | 12,114        | 230.33        | إتشيانديا      |
| كانتون غواراندا  | 91,877        | 1,892.08      | غواراندا       |
| كانتون لاس نافس  | 6,092         | 148.82        | لاس نافس       |
| كانتون سان ميغيل | 27,244        | 573.52        | سان ميغيل      |